# Malur coronat
El malur coronat (Malurus coronatus) és una espècie d'ocell de la família Maluridae és endèmica del nord d'Austràlia.
Es reconeixen dues subespècies d'aquest ocell M. c. coronatus i M.c. macgillivrayi.